# Талдикум
Талдику́м (каз. Талдықұм) — село у складі Шалкарського району Актюбінської області Казахстану. Входить до складу Челкарського сільського округу.
Населення — 46 осіб (2021; 224 у 2009, 361 у 1999, 520 у 1989).